# アドマイヤズーム
アドマイヤズーム（欧字名:Admire Zoom、2022年2月28日 - ）は、日本の競走馬。主な勝ち鞍に2024年の朝日杯フューチュリティステークス。
馬名の意味は、冠名＋母名の一部、素早く動く。

## 経歴

### デビュー前
2022年2月28日、北海道千歳市・社台ファームにて誕生。2023年7月10日に行われた1歳馬のセレクトセールにて、馬主の近藤旬子によって、1億1500万円（税抜き）で落札された。

### 2歳（2024年）
2024年10月5日、京都競馬場第5レースの2歳新馬戦（芝1600m）で、川田将雅を背にデビュー。五分のスタートを切ると、中団の位置につけ追走。3コーナー前には内側の前団に付け、直線で動かして行った。しかし、伸び切れず4着となった。次走は2歳未勝利戦に出走。道中は2番手に付け、先頭をマークする。4コーナーから並び、直線では先頭に立つと、後続に3馬身を付け初勝利を挙げた。
次走は、初重賞・GI挑戦となる朝日杯フューチュリティステークスを選択した。好スタートを切ると、2番手に位置付け追走する。4コーナーから先頭に並び、直線では先頭に立つと、驚異的な脚を発揮。2着のミュージアムマイルを寄せ付けず重賞・GI初制覇を飾った。

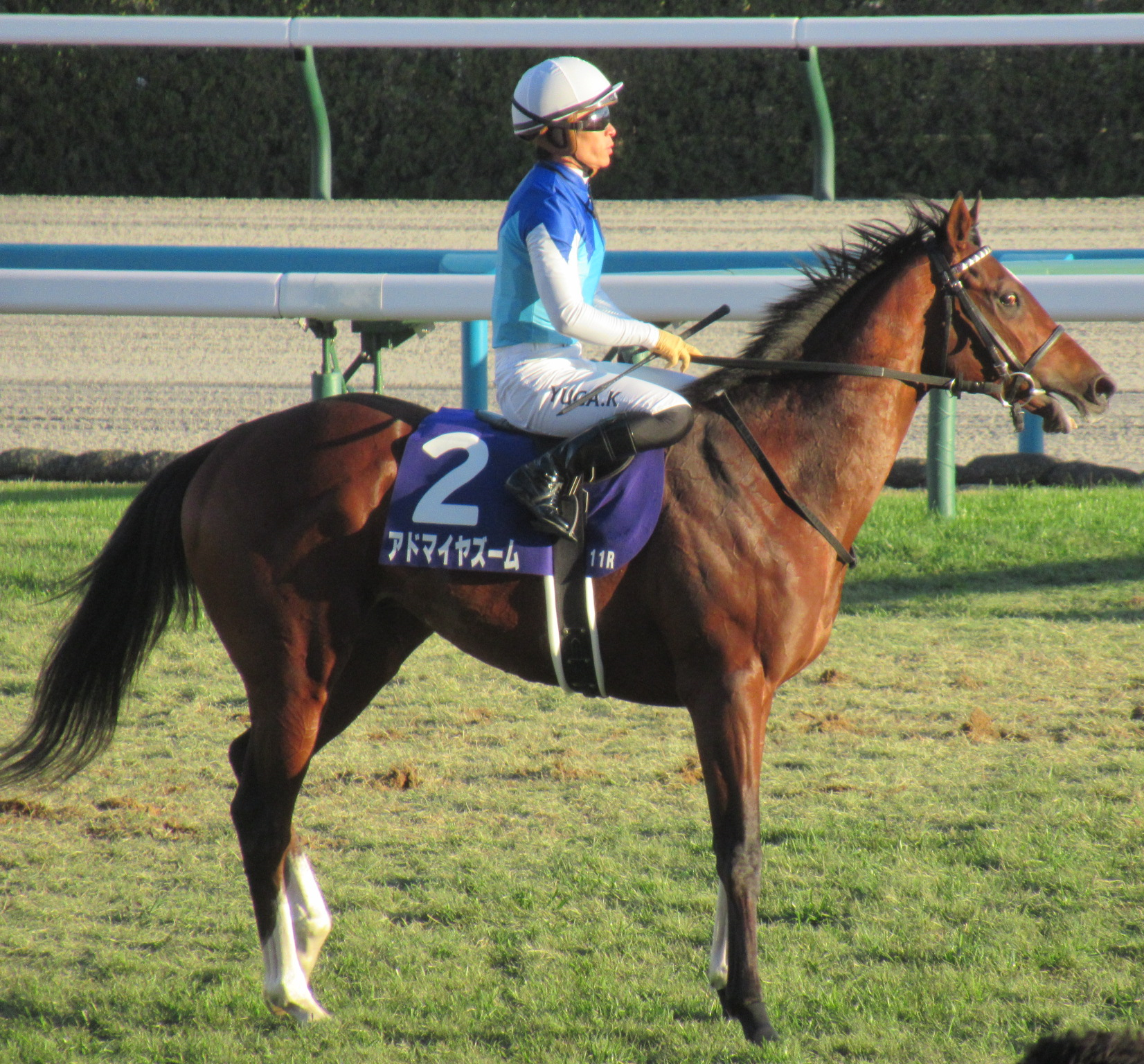
朝日杯フューチュリティステークス出走時

### 3歳（2025年）
3歳初戦として、4月12日のニュージーランドトロフィーに単勝オッズ1.7倍の断然1番人気で出走。中団前目を追走し、残り200mで先頭に立ち押し切りを図るも、ゴール寸前イミグラントソングにクビ差で差し切られ2着となる。5月11日、NHKマイルカップでも1番人気に支持された。レースは好位から直線に入ると一時は先頭に立ったが、スタートしてから200～300mのところで右後肢の落鉄をしており、その影響もあって直線では伸びず、外へ寄れて失速し14着と惨敗した。

## 競走成績
以下の内容は、netkeiba.comおよびJBISサーチに基づく。
| 競走日     | 競馬場 | 競走名     | 格  | 距離（馬場）  | 頭 数 | 枠 番 | 馬 番 | オッズ （人気） | 着順 | タイム （上り3F） | 着差 | 騎手      | 斤量 [kg] | 1着馬（2着馬）         | 馬体重 [kg] |
| ---------- | ------ | ---------- | --- | ------------- | ----- | ----- | ----- | --------------- | ---- | ----------------- | ---- | --------- | --------- | ---------------------- | ----------- |
| 2024.10.05 | 京都   | 2歳新馬    |     | 芝1600m（良） | 15    | 2     | 3     | 002.70（1人）   | 04着 | R1:34.7（34.9）   | -0.3 | 0川田将雅 | 56        | テレサ                 | 464         |
| 0000.11.10 | 京都   | 2歳未勝利  |     | 芝1600m（良） | 14    | 5     | 8     | 003.80（2人）   | 01着 | R1:33.9（35.0）   | -0.5 | 0川田将雅 | 56        | （オールザレイジ）     | 466         |
| 0000.12.15 | 京都   | 朝日杯FS   | GI  | 芝1600m（良） | 16    | 1     | 2     | 009.10（5人）   | 01着 | R1:34.1（33.6）   | -0.4 | 0川田将雅 | 56        | （ミュージアムマイル） | 468         |
| 2025.04.12 | 中山   | NZT        | GII | 芝1600m（良） | 14    | 5     | 7     | 001.70（1人）   | 02着 | R1:32.4（33.9）   | -0.0 | 0川田将雅 | 57        | イミグラントソング     | 476         |
| 0000.05.11 | 東京   | NHKマイルC | GI  | 芝1600m（良） | 18    | 4     | 8     | 002.50（1人）   | 14着 | R1:32.7（36.0）   | -1.0 | 0川田将雅 | 57        | パンジャタワー         | 478         |

- 競走成績は2025年5月11日現在

## 血統表
| アドマイヤズームの血統    | アドマイヤズームの血統                        | アドマイヤズームの血統                        | （血統表の出典）                              | （血統表の出典）    |
| 父系                      | ロベルト系                                    | ロベルト系                                    | ロベルト系                                    | [ § 2 ]             |
| 父 モーリス 2011 鹿毛     | 父の父スクリーンヒーロー 2004 栗毛            | *グラスワンダー                               | Silver Hawk                                   | Silver Hawk         |
| 父 モーリス 2011 鹿毛     | 父の父スクリーンヒーロー 2004 栗毛            | *グラスワンダー                               | Ameriflora                                    |                     |
| 父 モーリス 2011 鹿毛     | 父の父スクリーンヒーロー 2004 栗毛            | ランニングヒロイン                            | *サンデーサイレンス                           | *サンデーサイレンス |
| 父 モーリス 2011 鹿毛     | 父の父スクリーンヒーロー 2004 栗毛            | ランニングヒロイン                            | ダイナアクトレス                              |                     |
| 父 モーリス 2011 鹿毛     | 父の母メジロフランシス 2001 鹿毛              | *カーネギー                                   | Sadler's Wells                                | Sadler's Wells      |
| 父 モーリス 2011 鹿毛     | 父の母メジロフランシス 2001 鹿毛              | *カーネギー                                   | Detroit                                       |                     |
| 父 モーリス 2011 鹿毛     | 父の母メジロフランシス 2001 鹿毛              | メジロモントレー                              | *モガミ                                       | *モガミ             |
| 父 モーリス 2011 鹿毛     | 父の母メジロフランシス 2001 鹿毛              | メジロモントレー                              | メジロクインシー                              |                     |
| 母 ダイワズーム 2009 栗毛 | 母の父ハーツクライ 2001 鹿毛                  | *サンデーサイレンス                           | Halo                                          | Halo                |
| 母 ダイワズーム 2009 栗毛 | 母の父ハーツクライ 2001 鹿毛                  | *サンデーサイレンス                           | Wishing Well                                  |                     |
| 母 ダイワズーム 2009 栗毛 | 母の父ハーツクライ 2001 鹿毛                  | アイリッシュダンス                            | トニービン                                    | トニービン          |
| 母 ダイワズーム 2009 栗毛 | 母の父ハーツクライ 2001 鹿毛                  | アイリッシュダンス                            | ビューパーダンス                              |                     |
| 母 ダイワズーム 2009 栗毛 | 母の母フォルナリーナ 1996 鹿毛                | Capote                                        | Seattle Slew                                  | Seattle Slew        |
| 母 ダイワズーム 2009 栗毛 | 母の母フォルナリーナ 1996 鹿毛                | Capote                                        | Too Bald                                      |                     |
| 母 ダイワズーム 2009 栗毛 | 母の母フォルナリーナ 1996 鹿毛                | *プレイヤーホイール                           | Conquistador Cielo                            | Conquistador Cielo  |
| 母 ダイワズーム 2009 栗毛 | 母の母フォルナリーナ 1996 鹿毛                | *プレイヤーホイール                           | Halo Reply                                    |                     |
| 母系(F-No.)               | プレイヤーホイール(CAN)系(FN:4-g)             | プレイヤーホイール(CAN)系(FN:4-g)             | プレイヤーホイール(CAN)系(FN:4-g)             | [ § 3 ]             |
| 5代内の近親交配           | サンデーサイレンス 4×3 Halo 5×4･5 Lyphard 5×5 | サンデーサイレンス 4×3 Halo 5×4･5 Lyphard 5×5 | サンデーサイレンス 4×3 Halo 5×4･5 Lyphard 5×5 | [ § 4 ]             |
| 出典                      | 1. 2. 3. 4.                                   | 1. 2. 3. 4.                                   | 1. 2. 3. 4.                                   | 1. 2. 3. 4.         |

- 母・ダイワズームは2012年のスイートピーステークス（OP）勝ち馬。
- 祖母・フォルナリーナは1999年の報知杯4歳牝馬特別（GII）3着馬。
- 主な近親にストームセイコー（新潟ジャンプステークス）、ジェニュイン（皐月賞、マイルチャンピオンシップ）、ストラテジックマニューバー（スピナウェイステークス、メイトロンステークス）など。